# SN 2007pa
SN 2007pa – supernowa typu Ia odkryta 19 października 2007 roku w galaktyce A210134-0016. W momencie odkrycia miała maksymalną jasność 21,50m.